# Чунцинский метрополитен
Чунцинский метрополитен (кит. упр. 重庆轨道交通, пиньинь Chóngqìng Guǐdào Jiāotōng) — система линий подземного и надземного метро и монорельса в городе Чунцине (Китай). На всех станциях установлены платформенные раздвижные двери. В нём находится самая глубокая станция в мире «Хунъянцунь» (116 м).

## История
Чунцинский метрополитен был построен как часть проекта китайского руководства по развитию Западного Китая при финансовом участии Японского банка международного сотрудничества. Монорельс строился совместно Чанчуньской вагоностроительной компанией (англ. Changchun Car Company) и Hitachi с использованием передовых японских монорельсовых технологий. Строительство началось в 1999 году, первый пусковой участок открыт 6 ноября 2004 года.

## Действующие линии
На январь 2024 года в Чунцине действует одиннадцать линий, две из них монорельсовые, остальные имеют обычную железнодорожную колею европейского типа (1435 мм).

#### Линия 1 (красная)
Линия с обычной железнодорожной колеёй протяжённостью 43,7 км с 25 станциями. Линия начинается на станции Сяошицзы в восточной части центрального района и заканчивается на станции Цзяньдинпо на западе города.

#### Линия 2 (зелёная)
Монорельсовая линия протяжённостью 31,4 км с 25 станциями. Первая станция Цзяочанкоу находится в деловой части центрального района, последняя Юйдун — на юге города, в районе Банань.

#### Линия 3 (синяя)
Вторая монорельсовая линия Чунцина. Проходит с юга на север от станции Юйдун до станции Чжужэньба (+ ветка к терминалу 2 аэропорта Цзянбэй), связывая, таким образом, аэропорт, северный железнодорожный вокзал, центр города и спальный район на юге. Протяжённость линии составляет 56,1 км с 39 станциями.

#### Линия 4 (светло-коричневая)
Линия с обычной железнодорожной колеёй. Проходит на восток от станции Миньаньдадао до станции Танцзято. Длина 50,7 км с 24 станциями. Открыта 28 декабря 2018 года.

#### Линия 5 (голубая)
Линия с обычной железнодорожной колеёй. Открыта 28 декабря 2017 года. Она проходит с северо-востока на юго-запад и соединяет «Садовый выставочный центр (Garden EXPO Center)» со станцией Дашиба. Протяжённость линии составляет 19,5 км с 10 станциями.
20 января 2021 открыто движение по южной части линии 5 от станции Шицяопу до станции Тяодэн (12 станций, длина 17,9 км). В настоящий момент северная и южная части линии не связаны — соединяющая их центральная часть линии от станции Дашиба до станции Шицяопу в стадии строительства, включающей мостовой переход через реку Цзялинцзян.

#### Линия 6 (розовая)
Линия с обычной железнодорожной колеёй, открыта 28 сентября 2012 года. Линия проходит с юго-востока (станция Чаюань) на северо-запад (станция Бэйбэй + ветка к станции Юэлай) и соединяет районы Наньань, Ючжун и Цзяньбэй в центральной части Чунцина. Протяжённость линии, с учётом вилочного движения, составляет 85,6 км с 40 станциями.

#### Линия 9 (красно-коричневая)
Линия с обычной железнодорожной колеей, открыта 25 января 2022 года. Линия проходит с юго-запада (станция Гаотаньянь) на северо-восток (станция Синкэдадао). Протяжённость линии 40,1 км с 29 станциями.

### Линия 10 (фиолетовая)
Линия с обычной железнодорожной колеёй. Открыта 28 декабря 2017 года. Она проходит от станции Ванцзячжуан до станции Лиючи с севера на юг с большим крюком к востоку. Линия обслуживает Северный вокзал и аэропорт Цзянбэй. Протяжённость линии составляет 43,3 км, число станций — 26.

### Линия 0 кольцевая (серо-коричневая)
Шаблон:Маршрутная карта/i18n
Линия с обычной железнодорожной колеёй. 28 декабря 2018 года была открыта её первая очередь от станции Чунцинская библиотека до улицы Хайсялу через Северный вокзал (34,3 км). 30 декабря 2019 года линия была продлена на 9,5 км до станции Эрлан. 20 января 2021 года было открыто движение по всему кольцу. Полная длина кольцевой линии составляет 51 км, на ней находятся 33 станции.

## Проезд
Стоимость проезда (в юанях CNY-RMB):
| 0—6 км      | 2  |
| 6—11 км     | 3  |
| 11—17 км    | 4  |
| 17—24 км    | 5  |
| 24—32 км    | 6  |
| 32—41 км    | 7  |
| 41—51 км    | 8  |
| 51—63 км    | 9  |
| более 63 км | 10 |

## Планы развития
К 2028 году по плану протяжённость 16 линий с 413 станциями достигнет общей длины 775,67 км.

## Галерея
- Чунцинский монорельс
- Чунцинский монорельс
- Станция Чунцинского монорельса
- Станция Чунцинского монорельса
- Станция Лиешиму 1 линии
- Метромост на 3 линии
- Станция Лицзиба[англ.] внутри жилого 19-этажного дома (линия 2)[5]
- Станция Ванцзяхуан (линия 10)